# Colossal Order
Colossal Order 是一家芬兰游戏制作公司，因制作模拟经营游戏都市运输系列和城市建造游戏《都市：天际线》而知名。公司于2009年在芬兰坦佩雷建立。它的发行商是 Paradox Interactive，Colossal Order的所有游戏由Paradox负责测试、销售、分发。公司的CEO为Mariina Hallikainen。

## 游戏

### 游戏列表
- 都市运输 （2011）[3][6][8]
- 都市运输2 （2013）[4][6][9]
- 都市：天际线 （2015）[5][10]
- 都市：天际线II （2023）[11]